# Luis Cordero Vega
Luis Cordero Vega ist eine Ortschaft und eine Parroquia rural („ländliches Kirchspiel“) im Kanton Gualaceo der ecuadorianischen Provinz Azuay. Die Parroquia besitzt eine Fläche von 33,8 km². Die Einwohnerzahl lag im Jahr 2010 bei 2616.

## Lage
Die Parroquia Luis Cordero Vega liegt am Westrand der Cordillera Real. Das Verwaltungsgebiet erstreckt sich über das nördliche Einzugsgebiet des Río San Francisco, ein rechter Nebenfluss des Río Santa Bárbara. Im Nordwesten reicht das Verwaltungsgebiet bis zum Unterlauf des Río San José. Der Hauptort Luis Cordero Vega, auch als "Laguán" bekannt, liegt auf einer Höhe von 2500 m, 3 km östlich vom Kantonshauptort Gualaceo. Die östliche Verwaltungsgrenze bildet ein 3500 m hoher Bergkamm.
Die Parroquia Luis Cordero Vega grenzt im Norden an die Parroquias Mariano Moreno und Daniel Córdova Toral, im Nordosten an die Parroquia San Vicente (Kanton El Pan), im Osten an die Provinz Morona Santiago mit den Parroquias Yunganza und General Plaza (beide im Kanton Limón Indanza) sowie im Südwesten und im Westen an die Parroquias Delegsol (Kanton Chordeleg), Remigio Crespo Toral und Gualaceo.

## Geschichte
Die Parroquia Luis Cordero Vega wurde am 22. Dezember 1993 gegründet. Zuvor war das Gebiet Teil der Parroquia Daniel Córdova Toral. Namensgeber der Parroquia war ein Bürger aus Cuenca.